# Giovanni Battista Amalteo
Giovan Battista Amalteo (Oderzo, 1525 – Roma, 23 febbraio 1573) è stato un letterato italiano.

## Biografia
Fu anche ambasciatore della Repubblica di Venezia nel 1554, fu poi segretario di Carlo Borromeo ed in seguito anche di papa Pio IV al Concilio di Trento. Scrisse versi in volgare, ma fu più ammirato per i carmi latini, composti a imitazione di Marcantonio Flaminio e di Andrea Navagero. Alcuni suoi componimenti furono stampati postumi, nel 1838, a San Vito al Tagliamento.